# Hou Bo
Hou Bo (en chino: 侯波) (Shanxi, 1924-Pekín, 26 de noviembre de 2017) fue una fotógrafa china que fue fotógrafo oficial  de Mao Zedong junto con su marido Xu Xiaobing (en chino: 徐肖冰).

## Biografía
Quedó huérfana muy pronto. Su padre era un trabajador que fue asesinado por su jefe para no pagarle; su madre le sobrevivió poco tiempo. Con catorce años Hou se afilió al Partido Comunista de China y estuvo viviendo durante siete años en Yan'an, ciudad donde terminó la Larga Marcha. En 1942 se casó con Xu en una cueva con la compañía de unos diez amigos. Hou fue quien realizó, como su primer trabajo oficial, el reportaje fotográfico de la fundación de la República Popular China el día 1 de octubre de 1949 en la plaza de Tian'anmen de Pekín.
Entre 1949 y 1961 estuvo trabajando en Zhongnanhai como fotógrafa oficial de los líderes del partido. En su trabajo fotográfico trató de ensalzar la figura de Mao Zedong y fomentar el culto a su personalidad. Sin embargo, durante la Revolución Cultural china fue denunciada por Jiang Qing como contraria a la revolución y apartada de todos los cargos.
Desde 1986 realizó exposiciones con su marido a lo largo de todo el país e incluso en Taiwán. También ha recibido invitaciones para exponer sus fotografías históricas en Japón, Francia, Reino Unido, Alemania y Holanda.
Desde la muerte de su marido Xu en octubre de 2009 con 93 años vivió en Pekín con su hijo y su nuera hasta su muerte.